# 県庁の星
『県庁の星』（けんちょうのほし）は、桂望実の小説。小学館より発刊。2005年に漫画化、そして2006年に映画化されている。

## 概要
2005年9月20日に初版が発行される。2006年に映画化に至り、ベストセラーとなる。

## ストーリー
Y県庁の産業振興課に勤める県庁の星の野村聡は、Y県職員人事交流研修で民間のスーパーに派遣される。そこでパートタイマーの教育係、二宮泰子と出会う。
そのスーパーでは役人の常識は全く使えず、野村はお荷物とされてしまう。そして、野村は、食物調理にまわされる。そこでの不衛生で法外な行為を指摘すると、野村率いる適正素材を使い高級弁当を作るチームと、現状維持の弁当を作るチームとして分かれることになる（スーパー店員による賭けも行われる）。しかし、高級弁当はほとんど売れない。
野村は努力し続けるが、交際相手のあいちゃんに300万円を詐欺されるなど不幸が続く。そんな野村を救ってくれたのが二宮だった。二宮の誘いでO市のデパ地下でマーケティング調査をすると、データでは知れなかった女の性質に気づかされ、そこから野村は自分が気づかなかったことを次々と気づき、改善し、野村率いるAチームの弁当売り上げが最終的にBチームに勝利して、研修を終える。

## 映画
2006年2月25日に東宝系で公開された。興行収入20.8億円。
劇中に出てくる「立入検査結果通知書」に記載の電話番号の市外局番「0870」から察するに、「K県」とは香川県である可能性が高い。庁舎として登場するビルは香川県庁の本館であり、高松市や岡山県高梁市など同地・隣県がロケ地として多く登場する。また、茨城県庁や千葉県銚子市など関東でのロケもある。

### ストーリー
映画では、原作とは若干異なったストーリーが構成されている。
主人公はK県庁のキャリアであるプライドが高い野村聡、そして、高校を中退した、スーパー「満天堂」のパート店員の二宮あき。
ある日、野村が県のプロジェクトである民間企業との人事交流研修のメンバーとして研修先である「満天堂」を訪れる。「満天堂」は消防署、保健所から何度も注意を受け、営業差し止め寸前だった。その「満天堂」には、客にも疎らでやる気の無い店員たちと、自分より年下の教育係、二宮あきがいた。それでも出世の為と意気込む野村だが、そこでは役人の常識は全く通用せず、野村は邪魔者扱いされる。野村は、惣菜部門にまわされる。そこでの不衛生で法外な行為を指摘すると、野村率いる適正素材を使い高級弁当を作るAチームと、現状維持のBチームとして分かれることにより野村の責任追及を回避することにより野村の納得を得る。しかし、Aチームの弁当はほとんど売れず、チーム内からも反発される。
野村は努力し続けるが、自ら関わっていたプロジェクトから知らぬ間に外され、フィアンセの建設会社社長令嬢からも婚約破棄を言い渡され、散々な目に会い、酔いつぶれてしまう。そんな野村を救ってくれたのが二宮だった。「デート、付き合ってみる気ない？」その言葉で連れて行かれたデパ地下(天満屋高松店)でマーケティング調査をすると、データでは知れなかった女の性質に気づかされ、そこから野村は自分が気づかなかったことに次々と気づき、満天堂の経営を改善。最高の形で研修を終える。
県庁に戻った野村は自らの希望で生活福祉課に異動し、自身の出世より県民の生活を重視した提案をするようになる。また、営業差し止めの危機に立った満天堂は、野村と二宮が作成したマニュアルのおかげで窮地を乗り切る。

### キャスト
- 野村聡：織田裕二 - 県庁商工労働部産業政策課係長→生活福祉課
- 二宮あき：柴咲コウ - 満天堂パート従業員。原作、漫画では「二宮泰子」
- 桜井圭太：佐々木蔵之介 - 野村の同期の県庁総務部人事課職員
- 浜岡恭一：和田聰宏 - 満天堂惣菜担当
- 篠崎貴子：紺野まひる - 篠崎建設社長令嬢
- 篠崎威嗣：中山仁 - 篠崎建設社長
- 佐藤浩美：奥貫薫 - 満天堂販売担当
- 清水寛治：井川比佐志 - 満天堂店長
- 浅野卓夫：益岡徹 - 満天堂副店長
- 北村康男：矢島健一 - 県庁産業政策課長
- 田畑美香：山口紗弥加 - 産業政策課職員
- 二宮学：濱田岳 - 二宮あきの弟
- 来梄和好：ベンガル - 市民オンブズマン「開かれた行政を求める県民の会」代表
- 小倉早百合：酒井和歌子 - 知事
- 古賀等：石坂浩二 - 県議会議長
- 根岸秀作：渡辺哲
- 長島龍二：梅野泰靖 - 満天堂防災センター守衛担当
- 渡辺正美：有薗芳記
- 塩見秀憲：大高洋夫
- 太田遥：峯のぼる
- 高橋陽平：志村東吾
- 工藤浩之：小磯勝弥
- 入来剛：奥田達士
- 大西貴文：小瀬川理太
- 小林真治：農塚誓志
- 松尾誠人：野呂拓哉
- 松坂翔：坂本雄吾
- ウマール ンドゥール：マンスール・ジャーニュ
- 金麗美：王雪丹
- アショカ サイード：モハメッド リボン
- 藤村華子：青木和代
- 田中和子：松美里杷
- 伊藤洋子：中島陽子
- 林直美：滝本ゆに
- 内村有紀：中込佐知子
- 万引き男：諏訪太朗
- 枕を抱く老女：森康子
- 篠崎佳枝：志水季里子
- ブライダルショップ店員：山口みよ子
- 諮問委員会司会：国枝量平

### スタッフ
- 原作：桂望実
- 監督：西谷弘
- 脚本：佐藤信介
- 音楽：松谷卓
- 製作：島谷能成、亀山千広、永田芳男、安永義郎、細野義朗、亀井修
- 企画：永田洋子
- 美術：瀬下幸治
- エグゼクティブプロデューサー：石原隆、中山和記
- ラインプロデューサー：前島良行
- 原作プロデューサー：菅原朝也（小学館）
- プロデューサー：春名慶、市川南、臼井裕詞、岩田祐二
- 音響制作：東宝サウンドスタジオ
- スタジオ：東宝スタジオ
- 制作プロダクション：共同テレビ、東宝映像美術
- 配給：東宝

### キャッチコピー
- カイカクするのはココロです

### 「県庁の星」製作委員会
- フジテレビ
- アイ・エヌ・ピー
- 博報堂DYメディアパートナーズ
- S・D・P
- 小学館

### 主なロケ地
- 天満屋ハピータウン高梁店「ポルカ」（岡山県高梁市） - 満天堂浜町店
- 高松天満屋 - 市場調査したデパ地下
- 香川県庁舎 - K県県庁
- 茨城県庁舎 - K県県庁
- 屏風ヶ浦 - 予定地

### テレビ放送
- 2007年6月9日[2]
- 2008年5月31日[2]
- 2013年1月25日（テレビ宮崎のみ）

## 漫画
『ビッグコミックスペリオール』（小学館）にて2005年23号より2007年6号まで連載された。コミックス全4巻。作画は今谷鉄柱。

### ストーリー
二宮はバツイチのシングルマザーで、野村との年齢差もより小さいという設定。
また、1・2巻にて、原作に相当するストーリーが終了した後も、「第2部」として漫画版のオリジナルストーリーが掲載された。第2部は野村が今度は赤字続きの第三セクターのレジャー施設「ワイワイらんど」に経営再建のために派遣されるというものである。

### 書誌情報
- 原作：桂望実・作画：今谷鉄柱『県庁の星』小学館〈ビッグコミックス〉、全4巻
  1. 2006年2月17日発売、ISBN 978-4091801777
  2. 2006年7月28日発売、ISBN 978-4091805782
  3. 2006年10月30日発売、ISBN 978-4091807946
  4. 2007年3月30日発売、ISBN 978-4091811721